# 山下ユタカ
山下ユタカ（やました ゆたか）は、日本の漫画家・ミュージシャン。山下ゆたかとも。神奈川県藤沢市出身。
1996年に第35回ちばてつや賞ヤング部門準大賞を受賞した「LOOSE」でデビュー。代表作として『ノイローゼ・ダンシング』『ガガガガ』『ラチェット・シティ』がある。

## 経歴
1969年、神奈川県藤沢市出身（現在は東京都杉並区在住）。父親の家庭内暴力で家庭が崩壊する中、中学生時代から非行に走るが、一方で幼少時から漫画に親しんでいた。父親のDVについては弁護士・道あゆみ監修『ドメスティック・バイオレンス』（2009年・じっぴコンパクト）に寄稿した短編「DVK～マンガ家Yの場合」で克明に描写されている。
1996年、「LOOSE」で第35回ちばてつや賞ヤング部門準大賞を受賞。
1998年、『ノイローゼ・ダンシング』を『週刊ヤングマガジン』に短期集中連載。
1999年、週刊ヤングマガジン42号・43号に『南進するレクイエム』前編・後編を掲載。
2001年、同誌上で『ガガガガ』を連載開始。単行本1冊分を連載したあと長期中断していたが、2005年より『月刊アフタヌーン』で連載を再開した。
2007年内に『ガガガガ』は『月刊アフタヌーン』での連載を終了し、講談社の携帯漫画サイト「MiChao!」へ二度目の移籍が行われる。
2008年に入り、携帯漫画サイト「MiChao!」にて「R-of-Y」として、初期・中期の短篇3作品が配信された。（「山下ゆたか」名義で発表されていた作品でも、作者名義はすべて「山下ユタカ」に統一されている）
また2009年からは、『ガガガガ』最終章の配信が再開され、完結している。（ただし単行本は4巻までしか刊行されていない）
2009年、弁護士・道あゆみ監修の書籍『ドメスティック・バイオレンス』で「特別寄稿」として漫画「DVK～マンガ家Yの場合」を寄稿。当時は匿名での寄稿だったが、その後作中のDVが自身の実体験であることを明らかにしている。
2012年、9月24日発売の少年画報社『ヤングキング』20号において、『ガガガガ』以来3年ぶりの作品となる36ページの短編「DISTORTIONZ」を発表。同作が掲載された『ヤングキング』20号はすぐに完売となっている。
2013年、4月12日発売のエンターブレイン『コミックビーム』5月号より、『ラチェット・シティ』を連載開始。
2014年、『コミックビーム』3月号にて『ラチェット・シティ』連載完結。
2014年、4月に『ラチェット・シティ』が上下巻で単行本化。
2014年、6月28日に高円寺Punditで行なわれたトーク・イヴェント「山下ユタカと室井大資と中村珍の漫画夜話」に登壇。バンド演奏以外で、漫画家として初めて公の場に顔を出す。編集者と漫画家の関係が各登壇者の視点から語られるイヴェントだった。
2015年、FUNDIYのクラウドファンディングで『ノイローゼ・ダンシング』の読切続編「残像のラプソディ」を発表。
2015年、2月14日からニュースサイト『R-ZONE』でコラム『山下ユタカの接触不良！』を連載開始。（2016年9月に打ち切り）
2016年、8月27日からニュースサイト『R-ZONE』で『カリスマ』（原作：沖田臥竜）を連載開始。（同年9月に5話で中断）
2016年、『R-ZONE』での漫画『カリスマ』、コラム『山下ユタカの接触不良！』の連載中断と前後して、作品発表の場を配信サイトnoteに移行。山下はこの頃から発達障害のひとつであるADHD（注意欠陥・多動性障害）の当事者であることを公表している。noteではイラストやネーム（一部完成原稿）、エッセー的な掌編漫画などがメインであり、全編ペン入れされた長編の作品は発表されていなかったが、その後noteが連載の舞台となる。
2021年、11月28日からnoteにて新作『M.M.M』の連載を開始。全編ペン入れされた完成品としての長編作品は『カリスマ』以来5年ぶりであった。
2022年、2月23日に発表された第4話から『M.M.M』は『Metal Machine Marmot』に改題。また、ネームの一部を完成させてnoteで公開している作品としては『狂い咲き産業道路』『逆頭（さかたま）REVERSE HEAD』がある。
2022年、7月7日『Metal Machine Marmot』第5話を発表。8月1日には各SNSにて「イラストレーター修行中」とアナウンスされる。
2022年、8月16日『Metal Machine Marmot』第6話を発表。ただし第5話発表時以降、以前にもまして生活の苦しさを訴えており、8月16日の時点では断筆および肉体労働（型枠大工）への復帰の可能性も示唆されている（その後ツイッター他で断筆を否定）。
2022年、10月26日『Metal Machine Marmot』第7話を発表。
2023年、7月2日、各SNSにて「遺憾ながら『MMM』の放棄」を宣言。理由は「自尊心をメタメタにされ過ぎた」とのみ発表。
2023年、7月8日、noteにて『MMM』”放棄”を決意した理由が説明されるとともに、”放棄”の撤回も表明。
2023年、8月10日発売の「ビッグコミックスペリオール」にて短編「逆頭 REVERSE HEAD」を発表。小学館で発表した初の作品であり、久々の紙媒体への復帰となった。

## 作風・評価
バイオレンス描写をはじめ、従来のヤンキー/アウトローを扱った漫画とは一線を画すような、リアルに痛みを感じさせる極度に暴力的な作風が特徴。また、その中で時々見せる叙情性も大きな特徴となっている。
作品の中に多くのパロディやオマージュネタを含む。漫画家では鴨川つばめやつげ義春、大友克洋、土田世紀、歌手では町田町蔵や三上寛の歌詞などが作中に散見される。
カルト的な人気の一方で、『ガガガガ』の再開後に第2巻が発売された後も第1巻が絶版状態のまま再版されないなど、作家としては長らく不遇な状態が続いている。その後、簡易製本のものをオンデマンド出版するという形で、2007年に全4巻で復刊された（ただし「Michao!」配信分は未収録）。
現在、多くの作品が電子書籍の形で読めるようになり、また公式サイトおよびnoteでは作品化に至っていない幾つかのネームも閲覧することが可能である。
ペンネームは、『ガガガガ』第2巻発売にあわせて現在のカタカナ表記に変更している。
自身の社会生活における齟齬の経験をベースにしたと思われる、ヤンキーやパンク・ロッカー、ヤクザをはじめとするアウトロー/社会不適合者を登場人物の中心としていたヘヴィな作風は、普通の高校生を主人公に据えた『ラチェット・シティ』以降はかなりの転換が見られる。2021年にスタートした『Metal Machine Marmot』では近未来を舞台に据えたと思われる、ある種ライトなSF風味となっている。
キャリア初期より女性キャラクターの美しさには定評があったが、2015年以降『山下ユタカの接触不良！』で公開された『ガールズ＆パンツァー』『君の名は。』などの美少女キャラを描いたイラストはファンを驚かせた。それらを受けてか、近年女性キャラの造形は大きく変化し、現在noteで連載されている『Metal Machine Marmot』では女子高生が主人公となっている。「DISTORTIONZ」で初登場した美少女・タカコは、その後『ラチェット・シティ』『Metal Machine Marmot』にも登場している。
（「DISTORTIONZ」と『ラチェット・シティ』のタカコは同一人物と思われるが、近未来SFである『Metal Machine Marmot』の”桃内タカコ”は一応別人である模様。本人はいわゆる「オールスター・システム」ではないとしている様子）
その後も絵柄のアップデートは常に意識され、『Metal Machine Marmot』第7話の扉絵では主要キャラ二人の「今風」の絵柄によるイラストが披露された。2023年に入り、キャラクターの頭身を下げ、目を大きくして、更に「今風」にする試みも行なわれている。
2023年7月2日、各SNSにて「遺憾ながら『MMM』の放棄」を宣言。理由は「自尊心をメタメタにされ過ぎた」とのみ発表。
脇役級の登場人物のモデルは、友人や親しいバンドのメンバーであることが多い。自身のバンド「ゲルチュチュ」のメンバーも作中に登場している。
漫画家が高く評価する玄人好みの漫画家として知られ、若杉公徳をはじめ、多くの漫画家が山下ユタカのファンであることを公言している。また、山下のアシスタントを経て、永野一馬やアダチケイジが漫画家としてデビューしている。

## その他の活動
山下ユタカはハッチの名でパンク・バンド「ゲルチュチュ」のヴォーカルを務めている。ゲルチュチュは都内のライヴハウスを中心に活動しており、かつては山下の作品内でもしばしば（背景の一部の落書きとして）ライヴ告知が行われていた。INUやJAGATARAなどの影響下に、ハードコア・パンク、ファンク、ジャズなどの異ジャンルを融合し、中島みゆきをカヴァーするなどの特異な音楽性を聴かせ、現在までに『絶縁帯』『爆ぜる』と2枚のアルバムをリリースしている。近年は四谷OUTBREAKから三軒茶屋HEAVEN'S DOORに拠点を移し、活発なライヴ活動を展開している。
山下ユタカのデビュー作「LOOSE」のタイトルはゲルチュチュの曲名であると共に、イギー・ポップが率いたTHE STOOGESの曲名でもある。ゲルチュチュはごくまれにライヴでSTOOGESの「1970」などをカヴァーすることがある。イギー・ポップは山下の作品中でも『ガガガガ』の「店長」や読み切り「煌めき損ねた僕とアイツのいまだ地を這う不発伝説　それに伴う傾向と対策」の「ルシファー様」として登場している。
2010年、8月25日にリリースされた、漫画家がやっているバンドを集めたオムニバス・アルバム『漫画家バンド大戦』にゲルチュチュの楽曲が収録され、同年レコ発ライヴが開催されている。
山下ユタカ自身がインタビュー中で「漫画家ではなくバンドマン」と表明している通り、近年本人の表現を世間にアピールする場としては、漫画家としてよりもゲルチュチュでの音楽活動がメインとなっている。一方でゲルチュチュも山下の漫画家としての人気同様に一般的な人気を得ることなく、カルト的な存在であり続けている（2012年には沖縄へのツアーも果たしたが、近年は三軒茶屋を拠点とした活動にとどまっている）。
2022年11月5日、ゲルチュチュはセキヤマサミチ（ドラム）急逝による活動停止を発表。その後2023年4月に、バンド名の変更と新メンバー募集が告知されている。

## 作品リスト
- LOOSE（1996年、週刊ヤングマガジンでのデビュー作、単行本未収録／2008年、講談社の携帯漫画サイトMichao！から「R-of-Y」の一環として配信）
- ノイローゼ・ダンシング（1998年、週刊ヤングマガジン、講談社、全1巻）
- 南進するレクイエム（1999年、ヤングマガジンにて前・後編で掲載、2008年、講談社の携帯漫画サイトMichao！から「R-of-Y」の一環として配信。2014年に『ラチェット・シティ』下巻に「南進」と改題して収録）
- ガガガガ（2001年-2002年／2005年-2009年、週刊ヤングマガジン、月刊アフタヌーン、講談社、最新4巻以下未刊）
- 愛秘肉☆人形（単行本未収録／2009年、講談社の携帯漫画サイトMichao！から配信。『ガガガガ』のスピンオフ）
- DVK～マンガ家Yの場合（2009年、道あゆみ監修『ドメスティック・バイオレンス』に無記名の「特別寄稿」として収録、じっぴコンパクト）
- DISTORTIONZ（ディストーションズ）（単行本未収録／2012年、ヤングキング20号、少年画報社）
- ラチェット・シティ（2013年、コミックビーム、エンターブレイン、全2巻）
- 銀貨鉄道途中下車（単行本未収録/2013年、必勝パチスロ7、蒼竜社）
- 煌めき損ねた僕とアイツのいまだ地を這う不発伝説　それに伴う傾向と対策（単行本未収録/2013年、必勝パチスロ7、蒼竜社）
- 残像のラプソディ（2015年、FUNDIYのクラウドファンディング出資者に配布）
- カリスマ（単行本未収録/2016年8月27日よりニュースサイト『R-ZONE』で連載、同年9月に5話で中断、原作：沖田臥竜）
- Metal Machine Marmot（2021年11月28日よりnoteで連載、2022年10月26日更新の7話を最後に中断中）
- 逆頭 REVERSE HEAD（2023年、ビッグコミックスペリオール17号、小学館）